# Lyras färd
Lyras färd (originaltitel: La Belle Sauvage) är en fantasyroman från 2017, skriven av brittiske författaren Philip Pullman. Romanen är den första delen i serien Boken om stoft och utspelar sig innan händelserna i Den mörka materian. Serien väntas bestå av tre böcker.